# Vuissens

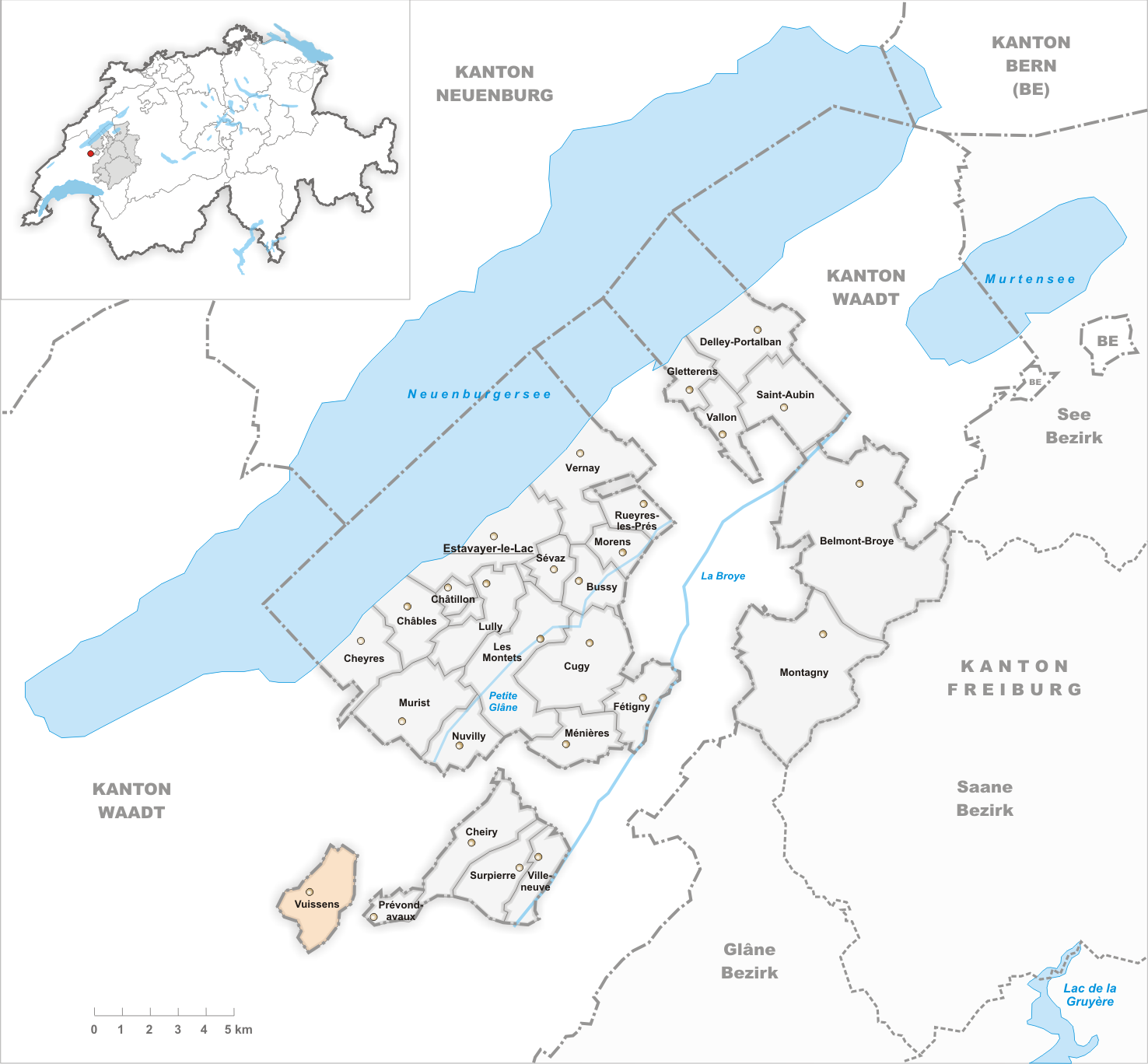
Gemeindestand vor der Fusion am 1. Januar 2017

Vuissens (Freiburger Patois Vouèssinⓘ) war bis zum 31. Dezember 2016 eine politische Gemeinde im Distrikt Broye des Kantons Freiburg in der Schweiz. Am 1. Januar 2017 fusionierte Vuissens mit den ehemaligen Gemeinden Bussy, Estavayer-le-Lac, Morens, Murist, Rueyres-les-Prés und Vernay zur neuen Gemeinde Estavayer.

## Geographie
Vuissens liegt auf 741 m ü. M., elf Kilometer ostsüdöstlich von Yverdon-les-Bains (Luftlinie), und bildet eine Exklave des Kantons Freiburg. Das Strassenzeilendorf erstreckt sich an aussichtsreicher Lage auf einem Hochplateau zwischen den Tälern von Mentue im Westen und Broye im Osten, im westlichen Freiburger Mittelland.
Die Fläche des 5,6 km² grossen Gemeindegebiets umfasst einen Abschnitt des Molassehügellandes zwischen Mentue und Broye. Das Plateau von Vuissens liegt im Quellgebiet der Petite Glâne; es dacht sich gegen Nordosten zur Mulde von La Râpa ab. Im Westen reicht das Gebiet in den Wald mit der Quelle des Flonzel (Seitenbach des Ruisseau des Vaux). Nach Süden erstreckt sich der Gemeindeboden über die Waldhöhe des Grand Bois (mit 820 m ü. M. der höchste Punkt von Vuissens) bis in den ausgedehnten Bois de la Regne (813 m ü. M.), der den Hügelzug zwischen Vuissens und dem Tal der Lembe einnimmt. In der Niederung zwischen dem Grand Bois und dem Bois de la Regne befindet sich das Moorgebiet Les Marais. Von der Gemeindefläche entfielen 1997 3 % auf Siedlungen, 36 % auf Wald und Gehölze und 61 % auf Landwirtschaft.
Zu Vuissens gehören die Hofsiedlung La Râpa (675 m ü. M.) in der Mulde der Petite Glâne und einige Einzelhöfe. Nachbargemeinden von Vuissens sind Démoret, Champtauroz, Combremont-le-Petit, Denezy, Thierrens und Chanéaz im Kanton Waadt.

## Bevölkerung
Mit 254 Einwohnern (Stand 31. Dezember 2016) gehörte Vuissens zu den kleinen Gemeinden des Kantons Freiburg. Von den Bewohnern sind 93,0 % französischsprachig, 3,5 % albanischsprachig, und 2,3 % sprechen Deutsch (Stand 2000). Die Bevölkerungszahl von Vuissens belief sich 1900 auf 247 Einwohner. Nach einem Höchststand 1920 mit 292 Einwohnern nahm die Bevölkerung bis 1980 durch starke Abwanderung um über 50 % auf 142 Personen ab. Seither verdoppelte sich die Bevölkerungszahl innert etwa 40 Jahren.
Einwohnerzahlen: Volkszählungsdaten

## Wirtschaft
Vuissens war bis in die zweite Hälfte des 20. Jahrhunderts ein vorwiegend durch die Landwirtschaft geprägtes Dorf. Noch heute haben der Ackerbau, der Obstbau sowie die Milchwirtschaft und die Viehzucht einen wichtigen Stellenwert in der Erwerbsstruktur der Bevölkerung. Weitere Arbeitsplätze sind im lokalen Kleingewerbe und im Dienstleistungssektor vorhanden. Vuissens verfügt über einen Golfplatz. In den letzten Jahrzehnten hat sich das Dorf auch zu einer Wohngemeinde entwickelt. Viele Erwerbstätige sind deshalb Wegpendler, die hauptsächlich in den grösseren Ortschaften des Broyetals und in Yverdon-les-Bains arbeiten.

## Verkehr
Die Gemeinde liegt abseits der grösseren Durchgangsstrassen an einer Verbindungsstrasse von Prahins nach Combremont-le-Grand. Durch die Buslinie der Transports publics Fribourgeois, die von Estavayer-le-Lac aus das Hinterland bedient, ist Vuissens an das Netz des öffentlichen Verkehrs angebunden.

## Geschichte
Die erste urkundliche Erwähnung des Ortes erfolgte im 12. Jahrhundert unter dem Namen Guicens. Später erschienen die Bezeichnungen Vicens (im 13. Jahrhundert), Vuicens (1403), Wicens (1453), Wissens, Vuiscens (1464), Vuissens (1578) und Vuycens (1668). Der Ortsname geht auf den burgundischen Personennamen Wika zurück und bedeutet mit dem Suffix -ens so viel wie bei den Leuten des Wika.
Seit dem 12. Jahrhundert bildete Vuissens eine eigene Herrschaft, die allerdings im Lauf der Zeit zahlreiche Besitzerwechsel erfuhr und unter der Oberhoheit der Grafen von Savoyen stand. Aufgrund der finanziellen Schwierigkeiten des damaligen Besitzers Guillaume de Challant wurde das Schloss am 19. März 1461 von Freiburg eingenommen. Durch eine Heirat kam die Herrschaft Vuissens nach Verhandlungen mit Freiburg 1464 wieder an Savoyen zurück.
Nachdem Bern im Jahr 1536 das Waadtland erobert hatte, nahm Freiburg erneut die Herrschaft Vuissens ein, unterstellte das Dorf aber im Gegensatz zu den anderen Gemeinden vorerst keiner bestimmten Vogtei. Durch Kauf ging die Herrschaft 1598 endgültig an Freiburg über. 1608 wurde Vuissens in die Vogtei Font eingegliedert. Der von Freiburg eingesetzte Vogt verlegte seinen Sitz in jenem Jahr in das Schloss Vuissens und amtete in der Folgezeit bis 1798 im Dorf; die Vogtei erhielt dabei den neuen Namen Font-Vuissens. Nach dem Zusammenbruch des Ancien Régime (1798) gehörte Vuissens während der Helvetik bis 1803 zum Bezirk Estavayer und danach zum Bezirk Surpierre, bevor es 1848 in den Bezirk Broye eingegliedert wurde.

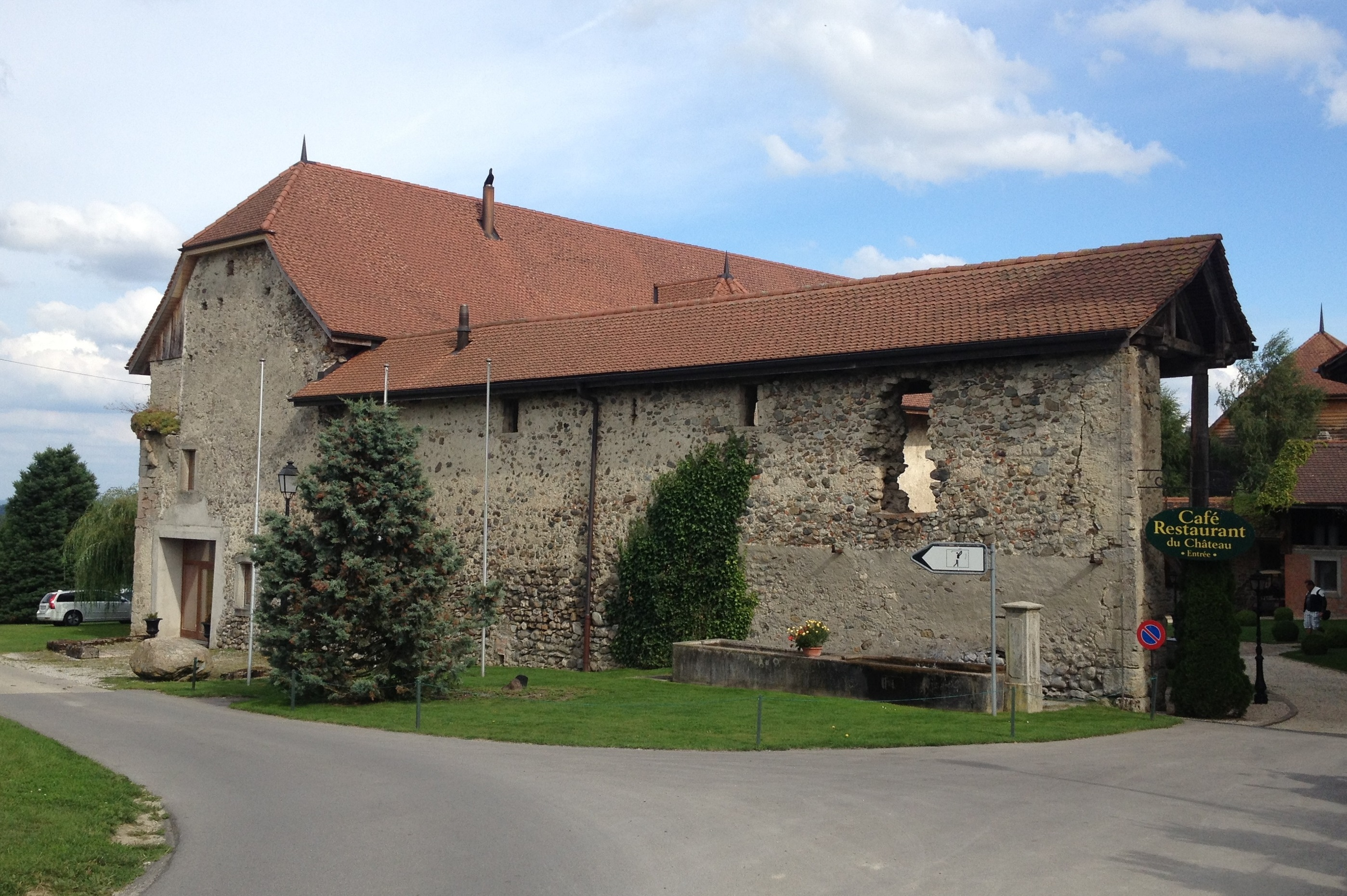
Château de Vuissens

## Sehenswürdigkeiten
Das ehemalige Schloss der Herren von Vuissens, im Kern aus dem 13. Jahrhundert stammend, erfuhr im Lauf der Zeit mehrfach Veränderungen. Nach 1803 wurde die Schlosskapelle abgerissen und das Schloss als Armenhaus benutzt. Bis anhin wurden keine grösseren Restaurierungen vorgenommen, um die Bausubstanz zu erhalten. Der Ortskern hat einige charakteristische Bauernhäuser aus dem 17. bis 19. Jahrhundert bewahrt.